# Ищван III
Стефан III (на унгарски: III. István, на хърватски: Stjepan IV, на словашки: Štefan III; 1147 – 4 март 1172), е крал на Унгария и Хърватия (1162 – 1172) от династията на Арпадите.

## Произход и управление
Стефан III е най-голям син на крал Геза II и неговата съпруга Ефросина Киевска. Негов кръстник става крал Луи VII, който минава през Унгария по време на кръстоносен поход.
Възкачвайки се на престола като дете, Ищван се изправя срещу чичовците си Ласло III (Владислав) и Ищван IV, които се ползват с подкрепата на Византийската империя при аспирациите към унгарската корона.
След тяхната смърт Стефан III воюва с византийския император Мануил Комнин, който ги е подкрепял. Най-накрая титла му е призната, но срещу заложничество на брат му Бела III, който е херцог на Далмация и Хърватия в Константинопол.